# Jean-Éric Vergne
Jean-Éric Vergne, född den 25 april 1990 i Pontoise, Frankrike, är en fransk racerförare som kör för Techeetah i Formel E.

## Racingkarriär
Vergne bytte karting mot formelbilsracing 2007, då han körde Formula Renault Campus France, vilken han också vann. 2009 blev han tvåa efter Albert Costa i både Formula Renault 2.0 Eurocup och Formula Renault 2.0 West European Cup. 2010 tävlade han för Carlin Motorsport i brittiska F3-mästerskapet. Med hela tretton segrar under säsongen, säkrade han titeln när två tävlingshelger återstod. Vergne gjorde även två inhopp i GP3 Series för Tech 1 Racing. 

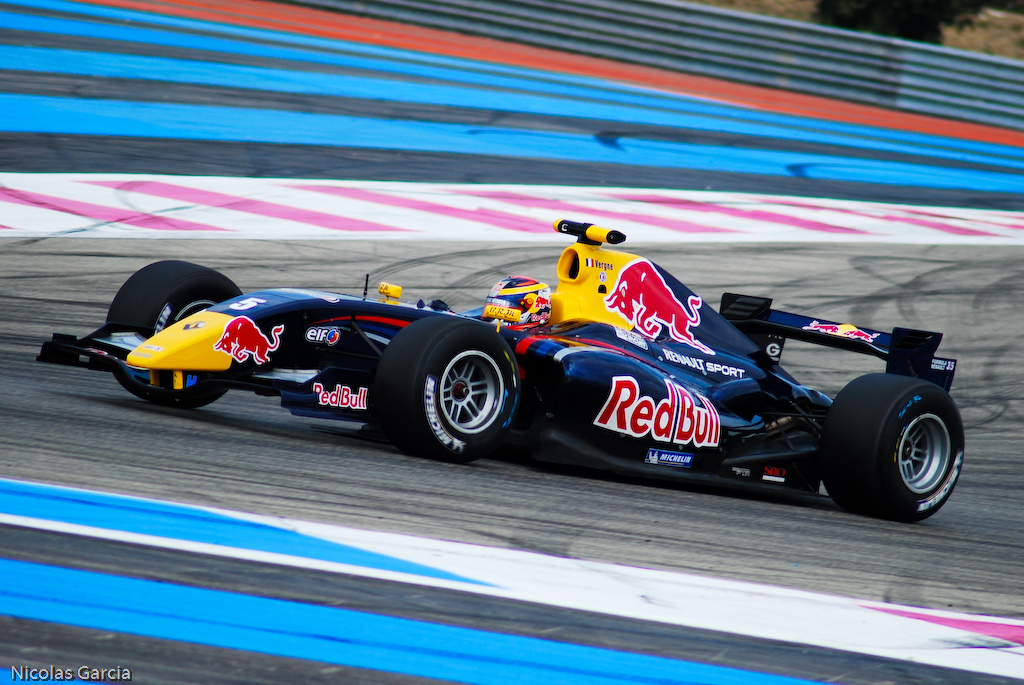
Jean-Éric Vergne i Formula Renault 3.5 Series på Circuit Paul Ricard 2011.

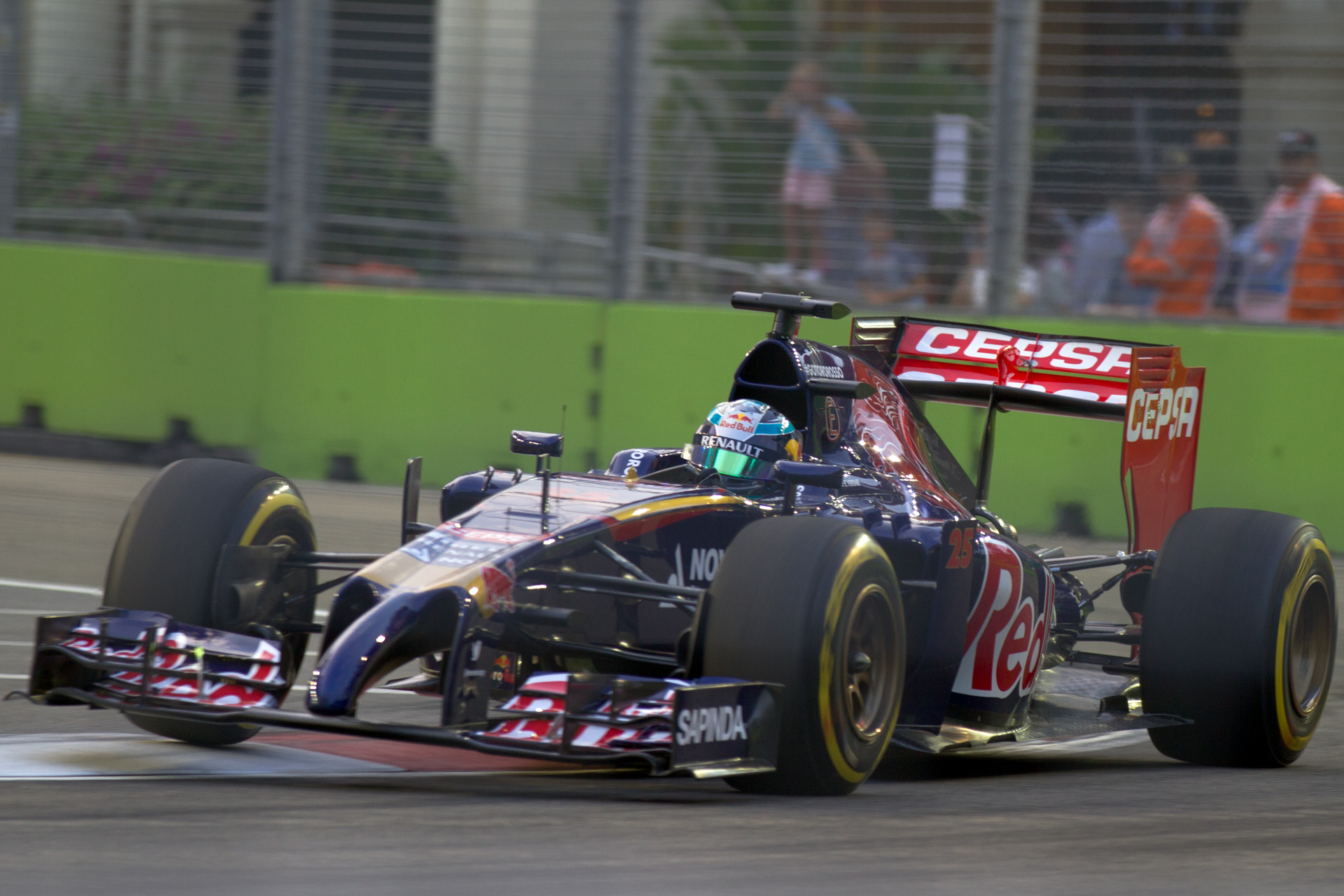
Vergne på väg mot sjätteplatsen i.

Till deltävlingen på Hockenheimring, ersatte han även Brendon Hartley i Tech 1 Racing i Formula Renault 3.5 Series. Han körde de tre sista tävlingshelgerna på säsongen, och lyckades till och med vinna det race ett på Silverstone Circuit, då Esteban Guerrieri blev diskvalificerad. Vergne fick sedan ett helårskontrakt för Carlin i Formula Renault 3.5 Series för säsongen 2011. Han gjorde en mycket bra säsong och blev tvåa bakom Robert Wickens i mästerskapet, efter att ha tagit fem segrar under året.
Sedan 2010 hade Vergne kört Scuderia Toro Rossos bil i samband olika event, bland annat Goodwood Festival of Speed och några young driver-tester. I mitten av 2011 bekräftades han som en av Toro Rossos förare för säsongen 2012. Han fick därför chansen att köra bilen under tre fredagsträningar i slutet av säsongen. Vergne tog fyra åttondeplatsen under säsongen och tog därmed 16 poäng, 6 poäng mer än stallkamraten Daniel Ricciardo. 
Vergne och Ricciardo fortsatte i STR under 2013. Han tog poäng vid tre tillfällen under säsongens sju första lopp, men efter sjätteplatsen i Kanada, som blev hans bästa placering dittills, tog han inga fler poäng under säsongen. Vergne körde en tredje säsong med STR 2014, vilken blev hans bästa, trots många brutna tävlingar i början på säsongen på grund av tillförlitlighetsproblem med motorenheten. Han tog ett antal åttonde- nionde- och tiondeplaceringar, men höjdpunkten på säsongen var sjätteplatsen i Singapore.
Vergne fick inte förnyat kontrakt med Toro Rosso, och valde då att tävla i Formel E säsongen 2014/2015 med Andretti Autosport. Han arbetar under 2015 som simulator- och testförare i Ferrari.

## F1-karriär
| Säsong                | Stall/Tillverkare     | Placering             | Lopp | Poäng | Etta | Tvåa | Trea | Pole | Varv |
| --------------------- | --------------------- | --------------------- | ---- | ----- | ---- | ---- | ---- | ---- | ---- |
| 2012                  | Toro Rosso-Ferrari    | 17                    | 20   | 16    |      |      |      |      |      |
| 2013                  | Toro Rosso-Ferrari    | 15                    | 19   | 13    |      |      |      |      |      |
| 2014                  | Toro Rosso-Renault    | 13                    | 19   | 22    |      |      |      |      |      |
| Sammanlagt 3 säsonger | Sammanlagt 3 säsonger | Sammanlagt 3 säsonger | 58   | 51    | 0    | 0    | 0    | 0    | 0    |